# الخطوط الجوية الأمريكية الرحلة 96
الخطوط الجوية الأمريكية الرحلة 96 هي رحلة طيران فقدت باب الأمتعة الخلفي في 12 يونيو 1972 من لوس أنجلوس إلى نيويورك عبر ديترويت وبوفالو وكانت الطائرة تحمل 56 راكبا إضافة إلى 11 من أفراد الطاقم وكان الكابتن برايس ماكورميك البالغ من عمره 52 عاما والمساعد أول بيتر ويتني البالغ من عمره 34 عاما ومهندس الرحلة كلايتون بيرك البالغ من عمره 50 عاما يقودون تلك الطائرة ثلاثية المحركات وأصيب خلال الحادث 11 شخصا بجراح غير خطرة أدى فقدان باب الشحن إلى تعطل معدات التحكم الأساسي، تمكن الطيار ومساعده بالقيام بهبوط اضطراري ناجح في مطار ديترويت الدولي.